# Stephen Timoshenko
Pour les articles homonymes, voir Timochenko.
Stephen Timoshenko (en russe : Степан Прокофьевич Тимошенко, Stepan Prokofievitch Timochenko, en ukrainien : Степан Прокопович Тимошенко), né le 10 décembre 1878 (22 décembre dans le calendrier grégorien) à Chpotovka dans l'oblast de Tchernihiv en Ukraine et mort le 29 mai 1972 à Wuppertal-Elberfeld en Allemagne, est considéré comme un des pères de la mécanique moderne, en particulier dans le domaine de la mécanique des milieux continus où il a développé la théorie de l'élasticité des plaques et des coques.

## Biographie
Son père Prokofi était géomètre expert. Bon élève en mathématiques, Stepan travailla dès l'âge de 14 ans avec lui au dessin d'une maison. En 1897, il alla étudier à l'Institut des voies de communication de Saint-Pétersbourg. Pendant les étés des années 1899 et 1900, il est stagiaire sur les chantiers de la ligne ferroviaire Vovtchansk - Koupiansk. Ces années sont aussi marquées par une agitation politique croissante parmi les étudiants. Connaissant un peu de français, il put assister à l'Exposition universelle de 1900 à Paris, où il présentait les chantiers ferroviaires russes au public. Ne disposant que de 200 roubles, il avait fait le voyage de Saint-Pétersbourg à Paris : c'était son premier séjour à l'étranger.

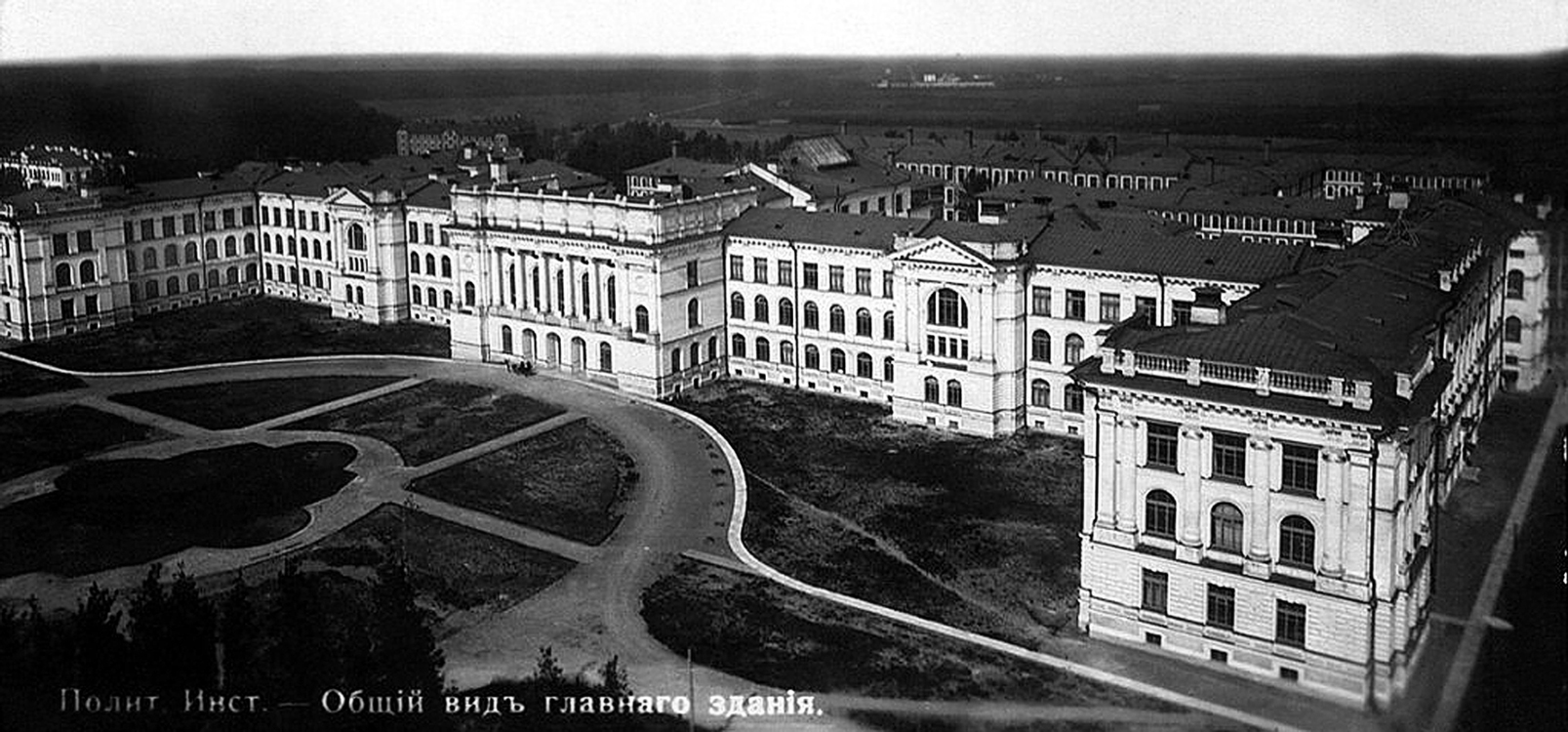
L'Institut polytechnique de Saint-Pétersbourg en 1902.

Une fois diplômé de son institut, Timoshenko fit un an de service militaire. En 1902, il épousa une étudiante en médecine, Alexandra Arkhangelskaya. Il travaillait alors au laboratoire d’essais mécaniques de la compagnie de chemin de fer pour un salaire mensuel de 100 roubles, mais réalisa qu’il ne pourrait perfectionner les essais de traction qu’en approfondissant ses connaissances de mathématiques et de physique. Il se fit recruter par l’Institut Polytechnique de Saint-Pétersbourg dirigé par Viktor Kirpitchiov en 1903. En 1905, on l’envoya passer un an à l’Université de Göttingen où il travailla sous la direction de Ludwig Prandtl. C'est là qu’il découvrit le célèbre ouvrage de Rayleigh, The Theory of Sound. En particulier, la méthode itérative de calcul des fréquences propres, dite quotient de Rayleigh, le captiva.
De 1907 à 1911, il enseigne à l’Institut Polytechnique de Kiev, où il travaille sur la méthode de Rayleigh-Ritz, une des sources d’inspiration de la méthode des éléments finis. En 1907-1908, il assure un cours complet de résistance des matériaux, qu'il fait imprimer par lithographie.

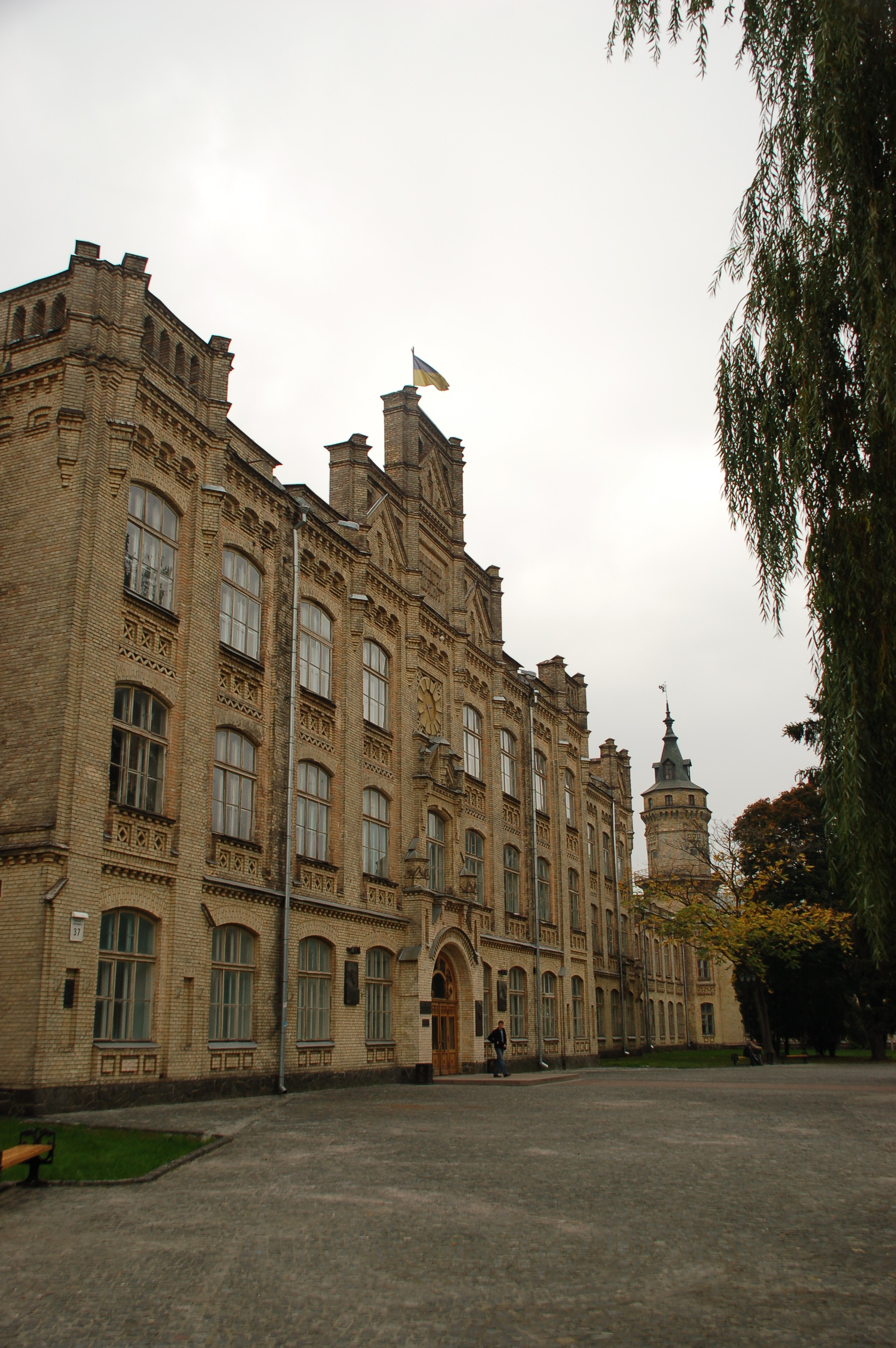
L'Institut Polytechnique de Kiev : Timoshenko y enseigna de 1907 à 1911.

Ses recherches portaient alors sur la théorie du flambement. Après la catastrophe du pont de Québec (1907), il porta ses efforts sur l’étude des instabilités élastiques des poutres composites et simplifia les méthodes de calcul alors en usage. En 1908, outre son enseignement, l’université lui confia des responsabilités administratives qui ne l’enchantaient guère. Lors d'un voyage en Angleterre en 1912, il observa que les crédits de recherche de l’université de Cambridge étaient moins importants que ce qu'il avait connu en Allemagne.
Les livres de Rayleigh continuaient d'exercer une forte influence sur ses recherches. En 1913, Timoshenko devint professeur à l’Institut d’État des Voies de Communication et du Génie Électrique. Dans un article de cette époque, Use of stress functions to study flexure and torsion of prismatic bars, il recherche le point de la section droite d’une poutre par lequel la ligne d’action d'une force doit passer pour qu'il n'y ait pas de rotation : il s’agit de la première détermination de ce qu’on appelle aujourd'hui le centre de cisaillement.
En 1920, après la reprise en main par les Bolcheviks, Timoshenko émigre en Yougoslavie, où il exerce en tant que professeur à l’Institut Technique de Zagreb. Tout juste réfugié, il donne ses cours en russe tout en utilisant autant de mots croates qu'il le peut.
En 1922, Timoshenko émigre aux États-Unis où il travaille pour Westinghouse Electric Corporation de 1923 à 1927, après quoi il devient professeur de l’université du Michigan où il inaugure la chaire de mécanique industrielle. Timoshenko trouvait que sa formation de base en mathématique lui donnait un grand avantage sur ses collègues américains, particulièrement lorsqu’il s'agissait de résoudre des problèmes sortant de l'ordinaire. Il observait également que les scientifiques américains communiquaient plus facilement entre eux que les Européens.
Ses conférences de « Mécanique Appliquée » attiraient de plus en plus d'étudiants et de jeunes professeurs à l'Université de Michigan. Les responsables de l'Établissement instituèrent ainsi une École d’été de Mécanique, invitant d’éminents chercheurs européens, parmi lesquels Ludwig Prandtl, Richard V. Southwell, H. M. Westergaard et Theodore von Kármán. Les premiers manuels de Timoshenko (ils seront par la suite sans cesse augmentés puis édités dans 36 langues) et ses articles sont encore écrits en russe, mais bientôt il ne publie plus qu'en anglais. C'est alors que paraissent Strength of Materials, Theory of Elasticity (1934) et Elastic Stability (1936).
En 1936, il rejoint l'université Stanford, où il prendra sa retraite en 1944. En 1964, il se rend encore à Wuppertal en Allemagne. Il est mort en 1972 et a été inhumé à Palo Alto en Californie.

## La médaille Timoshenko

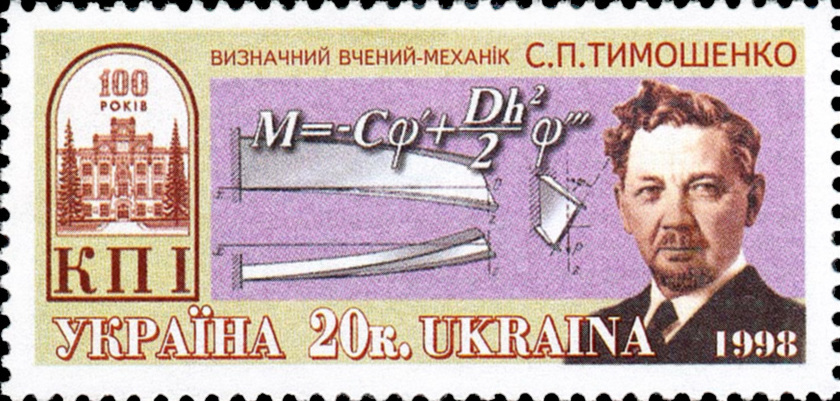
Les postes ukrainiennes commémorent un héros national sur ce timbre de 1998.

Timoshenko fut élu membre de nombreuses académies et institutions scientifiques, comme l'U.S. National Academy of Science et la Royal Society de Londres. Le laboratoire de génie mécanique de l'université Stanford porte son nom. Timoshenko a été fait docteur honoris causa de plusieurs universités, parmi lesquelles Lehigh, l’École polytechnique fédérale de Zurich et l’Université de Glasgow. L'American Society of Mechanical Engineers (ASME), qui en 1935 lui avait déjà décerné la Worcester Reed Warner Medal pour ses réalisations dans le domaine de la mécanique, crée en 1957 une médaille Timoshenko en son honneur ; il en est le premier récipiendaire. Cette décoration le consacrait comme autorité mondiale dans le domaine de la construction mécanique et elle salue ses contributions en tant qu'auteur et professeur. Cette médaille est attribuée annuellement pour des contributions remarquables en mécanique appliquée.

## Ouvrages
Outre ses principaux manuels, dont la liste est donnée ci-après, Timoshenko a écrit deux autres livres, décrivant l'éducation en Russie et une autobiographie (d'abord éditée en russe en 1963, sa traduction en anglais apparaissant en 1968).
- Timoshenko, Applied Elasticity, D. Van Nostrand Co., 1925
- Timoshenko et Young, Vibration Problems in Engineering, D. Van Nostrand Co., 1928 (réimpr. 1937, 1955)
- Timoshenko, Strength of Materials, D. Van Nostrand Co., 1930 (réimpr. 1940, 1955), 2 vol.
- Timoshenko et Goodier, Theory of Elasticity, McGraw-Hill Book Co., 1934 (réimpr. 1970), 568 p.
- Timoshenko et Gere, Theory of elastic stability, McGraw-Hill Book Co., 1936 (réimpr. 1963), 542 p.
- Timoshenko et D.H. Young, Engineering Mechanics, McGraw-Hill Book Co., 1937 (réimpr. 1940, 1951, 1956)
- Timoshenko et Woinovsky-Krieger, Theory of plates and shells, McGraw-Hill Book Co., coll. « Eng. Mech. Series », 1940 (réimpr. 1959), 580 p.
- Timoshenko et D. H. Young, Theory of Structures, McGraw-Hill Book Co., 1945 (réimpr. 1965)
- Timoshenko et D. H. Young, Advanced Dynamics, McGraw-Hill Book Co., 1948
- Timoshenko, Résistance des Matériaux, parties 1 et 2, traduction française, Librairie Polytechnique CH. BERANGER, 1930, 1941, (réimpr. 1945).
- Timoshenko, History of strength of materials, McGraw-Hill Book Co., 1953 (réimpr. 1983, éd. Dover), 452 p.Timoshenko retrace l'histoire de la résistance des matériaux de Léonard de Vinci et Galilée jusqu'aux années 1950.

## Sources
- (en) He was the first in the Pleiades of outstanding scientists. Biographie par Vladimir Tchéparoukhine
- (en) S. P. Timoshenko : notes sur le site de l'Institut polytechnique de Saint-Pétersbourg
- (ru) Тимошенко Степан Прокофьевич. Timoshenko Stepan Prokofyevich. Biographie par V. Borisov